# Estado-Maior Austro-Húngaro
O Estado-Maior Imperial e Real (em alemão: K.u.k. Generalstab; em húngaro: Cs. es K. Vezérkar) da Áustria-Hungria fazia parte do Ministério da Guerra. Era chefiado pelo Chefe do Estado-Maior General de Todas as Forças Armadas (Chef des Generalstabes für die gesamte bewaffnete Macht; Az egész Fegyveres Erők Vezérkari Főnöke), que tinha acesso direto ao Imperador. 

## Responsabilidades
O Estado-Maior era responsável pelo planejamento e pelos preparativos, enquanto o Armeeoberkommando (AOK) era o alto comando operacional. De fato, como o AOK estava sob o comando direto do Imperador e o Chefe do Estado-Maior era seu principal conselheiro, na prática o AOK estava sob o controle do Chefe do Estado-Maior. 